# 萊克縣 (佛羅里達州)
萊克縣（英語：Lake County，又譯作湖郡）是美国佛罗里达州中部的一個縣，面積2,995平方公里。根據2020年美國人口普查，共有人口38萬3,956人。縣治塔瓦里斯（Tavares）。該縣成立於1887年5月27日，縣名源自於當地眾多的湖泊（約1,400個）。